# Macrohomotoma maculata
Macrohomotoma maculata är en insektsart som beskrevs av Mathur 1975. Macrohomotoma maculata ingår i släktet Macrohomotoma och familjen Homotomidae. Inga underarter finns listade i Catalogue of Life.